# 10 літ Октября
10 літ Октября́ (рос. 10 лет Октября) — село у складі Новичихинського району Алтайського краю, Росія. Входить до складу Солоновської сільської ради.

## Населення
Населення — 409 осіб (2010; 502 у 2002).
Національний склад (станом на 2002 рік):
- росіяни — 95 %